# 張豺
張 豺（ちょう さい、? - 349年）は、五胡十六国時代後趙の人物。広平郡の出身。石世が即位すると、劉皇太后と共に朝政を牛耳ったが、彭城王石遵により殺害された。

## 生涯
永嘉の乱により中原が乱れると、同郷の游綸と共に数万の衆を従えて苑郷に割拠した。西晋の幽州刺史王浚が事実上自立すると、張豺らはその傘下に入り、官爵を授かった。
312年12月、前趙の鎮東大将軍石勒は夔安・支雄ら7人の将軍を派遣して苑郷を攻めた。彼らの攻勢により砦の外壁は撃ち破られたが、王浚はこの隙をついて督護王昌や段部の段疾陸眷・段末波・段匹磾・段文鴦らに5万余りの兵を与え、石勒の本拠地襄国を強襲した。だが、段疾陸眷らは張賓・孔萇らの計略に嵌って大敗を喫し、軍を撤退させた。張豺らは段疾陸眷の敗北を知ると、石勒に投降した。この時、石勒は幽州攻略の準備を進めており、将士を養うべき時だったので、特例として張豺らの帰順は認められ、将軍に任じられたという。
319年10月、石勒が後趙を興すと、張豺は引き続き仕え、やがて戎昭将軍に任じられた。
329年、中山公石虎が前趙の残党勢力が守る上邽へ侵攻すると、張豺はこれに従軍した。9月、後趙軍は義渠において南陽王劉胤率いる前趙軍に大勝した。さらに勢いのままに上邽を攻め落とすと、前趙を完全に滅ぼした。この時、張豺は前趙皇帝劉曜の娘である劉氏（安定公主）を捕らえた。後に彼女は後趙君主となった石虎に嫁ぐと、甚だその寵愛を受けて石世を生んだ。
348年9月、皇太子石宣が誅殺された事に伴い、石虎は群臣と共に誰を新たな皇太子に立てるか議論を行った。太尉張挙は進み出て「燕公斌（石斌）は武略を有し、彭城公遵（石遵）は文徳を有しております。陛下がどちらかを選ばれるとよいかと」と述べると、石虎は「卿の言は正に我が意である」と喜んだ。だが、張豺は石虎が老病である事に付け込み、石世を皇太子に擁立して劉氏を皇后に立てる事で、自らが輔政の任に就く事を目論んだ。その為、張豺は石虎へ「燕公の母（斉夫人）は賤しい身分であり、燕公自身もかつて過ちを犯しました。彭城公の母（鄭桜桃）はかつて太子の事で廃されており（最初の皇太子である石邃もまた鄭桜桃の子）、今これを再び立てる事で不和が生じる事を臣は恐れてます。陛下におかれましては、どうかこの事を慎重に考慮下さいますよう」と述べた。さらに張豺は「陛下は二度に渡って皇太子を立てられましたが、彼らの母はいずれも卑しい娼婦に過ぎません。故に禍乱が相次いだのです。今回は母が貴く、自らは孝行な者を選び、これを立てるべきであると存じます」と勧めた。これに石虎は「それは卿の言う事ではない。太子を誰にするかは我が決める」と述べて張豺を窘めたが、結局この言葉に従った。
張挙・司空李農は石虎の意図を察し、石世を太子に立てる上書を公卿に出させるよう命じた。だが、大司農曹莫だけはこれに署名しなかった。石虎の命により、張豺は使者として曹莫の下へ向かうと、その理由を問うた。すると、曹莫は頓首して「天下は重器であり、少（幼少の君主）を立てるべきではありません。故に敢えて署名しませんでした」と述べた。張豺は戻ってこの事を伝えると、石虎は「莫（曹莫）は忠臣であるな。しかし、朕の意が届いていないようだ。張挙と李農は我が意を知っているであろうから、彼を諭させるべきだな」と述べ、説得に当たらせた。
その後、張豺の目論み通り石世は皇太子に立てられ、劉氏は皇后に立てられた。
349年4月、石虎の病が篤くなると、張豺は鎮衛大将軍・領軍将軍・吏部尚書に任じられ、石斌・石遵と共に石世の輔政を託された。だが、劉皇后は石斌や石遵が政変を起こすのではないかと恐れ、張豺にこの事を相談した。その為、張豺は彼女と共に石斌らの排除を目論んだ。この時、石斌は襄国におり、石虎が病に罹っている事を知らなかったので、張豺らは彼を欺こうとして使者を派遣し「主上の病は射台に快方へ向かっております。王は猟でも嗜みながらしばし留まってはいかがでしょう」と述べさせた。石斌はもともと猟を好んで酒を嗜む性質であったので、これを聞いて酒宴や狩猟に耽った。張豺らは詔を矯め、石斌には忠孝の心がないとして、官を辞して邸宅に謹慎するよう命じ、張豺の弟である張雄に強兵五百人を与えて監視を命じた。その後、張豺はさらに詔を矯め、張雄に石斌を殺害させた。
石遵もまた父の危篤を知って幽州から鄴へ到来したが、張豺らは石虎に会う事を禁じ、朝堂において禁兵3万を与えると、すぐさま関中へ赴任するよう命じた。その為、石遵は涕泣して去るしかなかった。
その後、劉皇后は詔を矯めて張豺を太保・都督中外諸軍事・録尚書事に任じ、霍光の故事に倣うようにした。これを知った侍中徐統は「将に乱が始まるであろう。我はこれには預からぬ」と嘆き、毒薬を飲んで自殺した。
やがて石虎が崩御すると、予定通り石世が即位し、劉皇后は皇太后に立てられた。石世はまだ11歳だったので、政治の実権は張豺と劉皇太后が掌握した。劉皇太后は朝廷へ出向くと張豺を丞相に任じたが、張豺は石遵や義陽王石鑑（石遵の異母兄）が不満を抱いているのを危惧し、石遵を左丞相に、石鑑を右丞相に任じて慰撫するよう建議すると、劉皇太后はこれに従った。
張豺は李農の存在を疎ましく思って誅殺を目論み、張挙にこの事を相談した。だが、張挙は李農と親交が篤かったので、この話を密告した。これを受け、李農は後趙と袂を分かって広宗へ逃走すると、乞活の李惲・田徽の残党であった数万の兵を率い、上白城に籠城した。劉皇太后は張挙に命じ、宿衛の諸軍を与えて上白城を包囲させた。また、張豺は龍驤将軍張離を鎮軍大将軍・監中外諸軍事・司隷校尉に任じ、自らの副官とした。
5月、石遵は李城において挙兵すると、石閔を前鋒として9万の兵を率い、鄴へ向けて進撃した。洛州刺史劉国は石遵の挙兵を知ると、洛陽の兵を率いてこれに合流した。石遵の檄文が鄴へ届くと、張豺は大いに恐れて上白を攻めていた軍を呼び戻した。石遵は蕩陰まで進むと、鄴にいる後趙の旧臣や羯族の兵はみな「彭城王（石遵）が喪に来奔された。我らはこれを出迎えるべきである。どうして張豺の為に城を守る事など出来ようか！」と言い合い、城壁を越えて石遵軍へ合流しようとした。張豺は逃亡者を斬ったが、これを止める事は出来なかった。張離もまた強兵2千を率いて反旗を翻すと、関を斬って石遵を迎え入れた。この事態に、劉皇太后は張豺を招き寄せ、悲しみ嘆いて「先帝の殯は未だ終わっていないのに、禍難がここに至りました！今、嗣子（石世）は沖幼であり、頼みとなるのは将軍（張豺）です。将軍はこれをどう対処なさいますか。遵（石遵）へ重位を加えてやれば、これを鎮める事は出来るでしょうか」と問うたが、張豺は恐れおののいてどうしていいか分からず、ただ「唯々（はい、はい）」と何も考えずに頷くのみであった。結局、張豺らは詔を下し、石遵を丞相・領大司馬・大都督・中外諸軍事・録尚書事に任じ、黄鉞・九錫を加える事で混乱を鎮めようとした。石遵が安陽亭まで到達すると、張豺は自らこれを出迎えたが、石遵により捕らえられた。その後、平楽の市において処断され、三族も誅滅された。石世・劉皇太后もまた間もなく殺害された。